# Super League (Mauritius)
La Super League è la massima competizione calcistica della Repubblica di Mauritius. La prima edizione si è disputata nel 1935.

## Albo d'oro
- 1935 :  Curepipe
- 1936 :  Garrison
- 1937 :  Garrison
- 1938 :  Dodo
- 1939 :  Dodo
- 1940 : non disputato
- 1941 : non disputato
- 1942 :  Fire Brigade
- 1943 : non disputato
- 1944 :  Dodo
- 1945 :  Dodo
- 1946 :  Dodo
- 1947 :  Collège St. Espirit
- 1948 :  Dodo
- 1949 :  Faucons
- 1950 :  Fire Brigade
- 1951 :  Dodo
- 1952 : non disputato
- 1953 :  Dodo
- 1954 :  Faucons
- 1955 :  Faucons
- 1956 : non disputato
- 1957 :  Dodo &  Faucons (double)
- 1958 :  Faucons
- 1959 :  Dodo
- 1960 : non disputato
- 1961 :  Fire Brigade
- 1962 :  Police
- 1963 :  Racing
- 1964 :  Dodo
- 1965 :  Police
- 1966 :  Dodo
- 1967 :  Police
- 1968 :  Dodo
- 1969 : non disputato
- 1970 : non disputato
- 1971 :  Police
- 1972 :  Police
- 1973 :  Fire Brigade
- 1974 :  Fire Brigade
- 1975 :  Cadets [Hindu Cadets]
- 1976 :  Scouts [Muslim Scouts Club]
- 1976/77 :  Cadets [Hindu Cadets]
- 1977/78 :  Racing
- 1978/79 :  Cadets [Hindu Cadets]
- 1979/80 :  Fire Brigade
- 1980/81 :  Police
- 1981/82 :  Police
- 1982/83 :  Fire Brigade
- 1983/84 :  Fire Brigade
- 1984/85 :  Fire Brigade
- 1985/86 :  Cadets
- 1986/87 :  Sunrise
- 1987/88 :  Fire Brigade
- 1988/89 :  Sunrise (Flacq)
- 1989/90 :  Sunrise (Flacq)
- 1990/91 :  Sunrise (Flacq)
- 1991/92 :  Sunrise (Flacq)
- 1992/93 :  Fire Brigade
- 1993/94 :  Fire Brigade
- 1994/95 :  Sunrise
- 1995/96 :  Sunrise
- 1996/97 :  Sunrise
- 1997/98 :  Scouts
- 1998/99 :  Fire Brigade
- 2000 : non disputato
- 2001 :  Olympique de Moka
- 2002 :  Port-Louis 2000
- 2003 :  Port-Louis 2000
- 2003/04 :  Port-Louis 2000
- 2004/05 :  Port-Louis 2000
- 2005/06 :  Pamplemousses
- 2006/07 :  Curepipe Starlight
- 2007/08 :  Curepipe Starlight
- 2008/09 :  Curepipe Starlight
- 2010 :  Pamplemousses
- 2011 :  Port-Louis 2000
- 2011/12 :  Pamplemousses
- 2012-2013:  Curepipe Starlight
- 2013-2014:  Cercle de Joachim
- 2014-2015:  Cercle de Joachim
- 2015-2016:  Port-Louis 2000
- 2016-2017:  Pamplemousses
- 2017-2018:  Pamplemousses
- 2018-2019:  Pamplemousses
- 2019-2020: cancellato
- 2020-2021: cancellato
- 2021-2022: cancellato
- 2022-2023:  GRSE Wanderers
- 2023-2024:  Cercle de Joachim
- 2024-2025:  Cercle de Joachim

## Classifica scudetti
| Club                        | Città                 | Titoli | Anni                                                                         |
| --------------------------- | --------------------- | ------ | ---------------------------------------------------------------------------- |
| Fire Brigade                | Beau Bassin-Rose Hill | 13     | 1942, 1950, 1961, 1973, 1974, 1980, 1983, 1984, 1985, 1988, 1993, 1994, 1999 |
| Dodo                        | Curepipe              | 13     | 1938, 1939, 1944, 1945, 1946, 1948, 1951, 1953, 1957, 1959, 1964, 1966, 1968 |
| Sunrise                     | Flacq                 | 8      | 1987, 1989, 1990, 1991, 1992, 1995, 1996, 1997                               |
| Police                      | Port Louis            | 7      | 1962, 1965, 1967, 1971, 1972, 1981, 1982                                     |
| Pamplemousses               | Pamplemousses         | 6      | 2006, 2010, 2012, 2017, 2018, 2019                                           |
| Port-Louis 2000             | Port Louis            | 6      | 2002, 2003, 2004, 2005, 2011, 2016                                           |
| Faucons                     | Flacq                 | 5      | 1949, 1954, 1955, 1957, 1958                                                 |
| Curepipe Starlight          | Curepipe              | 4      | 2007, 2008, 2009, 2013                                                       |
| Cadets (Hindu Cadets)       | Quatre Bornes         | 4      | 1975, 1977, 1979, 1986                                                       |
| Cercle de Joachim           | Curepipe              | 4      | 2014, 2015, 2024, 2025                                                       |
| Garrison                    |                       | 2      | 1936, 1937                                                                   |
| Racing                      | Quatre Bornes         | 2      | 1963, 1978                                                                   |
| Scouts (Muslim Scouts Club) | Port Louis            | 2      | 1976, 1998                                                                   |
| Collège St. Espirit         |                       | 1      | 1947                                                                         |
| Curepipe                    | Curepipe              | 1      | 1935                                                                         |
| Olympique de Moka           | Moka                  | 1      | 2001                                                                         |
| GRSE Wanderers              | Central Flacq         | 1      | 2023                                                                         |

## Marcatori
| Anno      | Miglior marcatore                    | Squadra                          | Goal |
| 2003      | Kersley Appou                        | Port-Louis 2000                  | 11   |
| 2003-2004 | Stéphan Praxis                       | Pamplemousses                    | 17   |
| 2004-2005 | Stéphan Praxis                       | Pamplemousses                    | 12   |
| 2005-2006 | Stéphan Praxis                       | Pamplemousses                    | 11   |
| 2006-2007 | Stéphan Praxis                       | Pamplemousses                    | 19   |
| 2007-2008 | Wesley Marquette                     | Curepipe Starlight               | 14   |
| 2008-2009 | Tony François                        | Rivière du Rempart               | 17   |
| 2010      | Gurty Calambé                        | Etoile de l'Ouest                | 22   |
| 2011      | Ben Abdallah                         | Vacoas-Phoenix                   | 16   |
| 2012      | Sewram GobinBranli Zizi Ratovonirina | Rivière du Rempart Pamplemousses | 14   |
| 2015-2016 | Branli Zizi Ratovonirina             | Pamplemousses                    | 25   |
| 2018-2019 | Ashley Nazira                        | Entente B.R.                     | 21   |
| 2022-2023 | Mountala N'dam                       | Port-Louis 2000                  | 13   |